# Chomętowo (województwo kujawsko-pomorskie)
Chomętowo – wieś w Polsce położona w województwie kujawsko-pomorskim, w powiecie nakielskim, w gminie Szubin.

## Podział administracyjny
Do 1954 roku miejscowość była siedzibą gminy Chomętowo. W latach 1954–1971 wieś należała i była siedzibą władz gromady Chomętowo, po jej zniesieniu w gromadzie Szubin. W latach 1975–1998 miejscowość administracyjnie należała do województwa bydgoskiego.

## Położenie
Chomętowo położone jest na obszarze Pojezierza Gnieźnieńskiego, na północnym skraju Pojezierza Wielkopolskiego, wyniesione średnio 95–120 m n.p.m. Rzeźba terenu jest efektem ostatniego zlodowacenia. Znaczną powierzchnię zajmuje morena denna, z wałami moreny czołowej. W okolicy Chomętowa występują jeziora rynnowe, o wydłużonych, wąskich kształtach i stromych brzegach. Jeziora te znajdują się w strefie Obszaru Krajobrazu Jezior Żędowskich.

## Demografia
Chomętowo – wieś licząca według Narodowego Spisu Powszechnego (III 2011 r.) 256 osób – zlokalizowane jest w odległości 5 km od drogi krajowej nr 5, Gdańsk-Bydgoszcz-Poznań-Wrocław. Jest osiemnastą co do wielkości miejscowością gminy Szubin.

## Historia
Wieś Chomętowo powstała w XII wieku jako dwór szlachecki i wzięła nazwę od nazwiska Chomętowski. Początkowo był tu dwór, z czego pozostała do dziś tzw. resztówka – pałac, dawny spichlerz, stodoły i obory, które obecnie przebudowano na indywidualne gospodarstwa. Po rozbiorze Polski wieś przyjęła nazwę Hedwigshorst, ta sama nazwa była używana w czasie okupacji (1939–1945). Nazwę tę ustalił kolonista niemiecki od imienia córki Hedwig i syna Chorsta. Od czasu powstania majątku osiedlali się tu Polacy jako siła najemna. Była tu kuźnia i wiatrak, który rozebrano dopiero w okresie międzywojennym.
Należy przypuszczać, że Chomętowo było wyspą, gdyż od strony północnej znajduje się jezioro Chomętowskie, od zachodu jezioro Sobiejuskie, od zachodu i południa niziny łąkowe połączone rowami. Łąki te są zasobne w torf, który w okresie międzywojennym eksploatowali miejscowi gospodarze. Są to ślady dawnych jezior lub mokradeł, na których rosły krzewy oraz wysokie trawy.
Majątek na początku XX w. majątek podzielono między kolonistów niemieckich. Powstało 36 indywidualnych gospodarstw o powierzchni od 5 do 25 ha. W 1920 r. koloniści niemieccy opuścili gospodarstwa, które zajęli Polacy zasłużeni w powstaniu wielkopolskim. Wieś stała się wyłącznie polska. Rodziny walczących w powstaniu zamieszkują ją do dzisiaj. Przed II wojną światową wójtem Chomętowa był Marian Garbiak.

## Warunki naturalne
Położenie, ukształtowanie terenu, bogactwo fauny i flory czynią Chomętowo i jego okolice atrakcyjnym miejscem dla miłośników bezpośredniego kontaktu z przyrodą i wypoczynku na łonie natury. Lasy Nadleśnictwa Szubin (w którego obrębie znajduje się Chomętowo) charakteryzują się dużą różnorodnością pod względem rzeźby terenu, gatunku gleb i szaty roślinnej. Spotkać tu można przedstawicieli wielu – rzadko dziś spotykanych – gatunków zwierząt, m.in.: daniele, jenoty, wydry, kanie rude, bociany czarne, kormorany, a także zwierzynę łowną: sarny, jelenie, dziki i zające.

## Rolnictwo
Całość ziemi w Chomętowie znajduje się w rękach prywatnych. Wieś posiada sieć wodociągową, telefoniczną oraz bezprzewodowy dostęp do internetu. Użytki rolne gminy Szubin zajmują powierzchnię 18 924 ha. Przeważają gleby piaszczyste – głównie V i VI, a w mniejszej części II i IV klasy bonitacyjnej. Wśród upraw dominują: żyto, ziemniaki, pszenica, buraki cukrowe i rzepak. Produkcja zwierzęca obejmuje dwa podstawowe kierunki: trzodę chlewną i bydło mleczno-opasowe.